# Place Saint-Léger

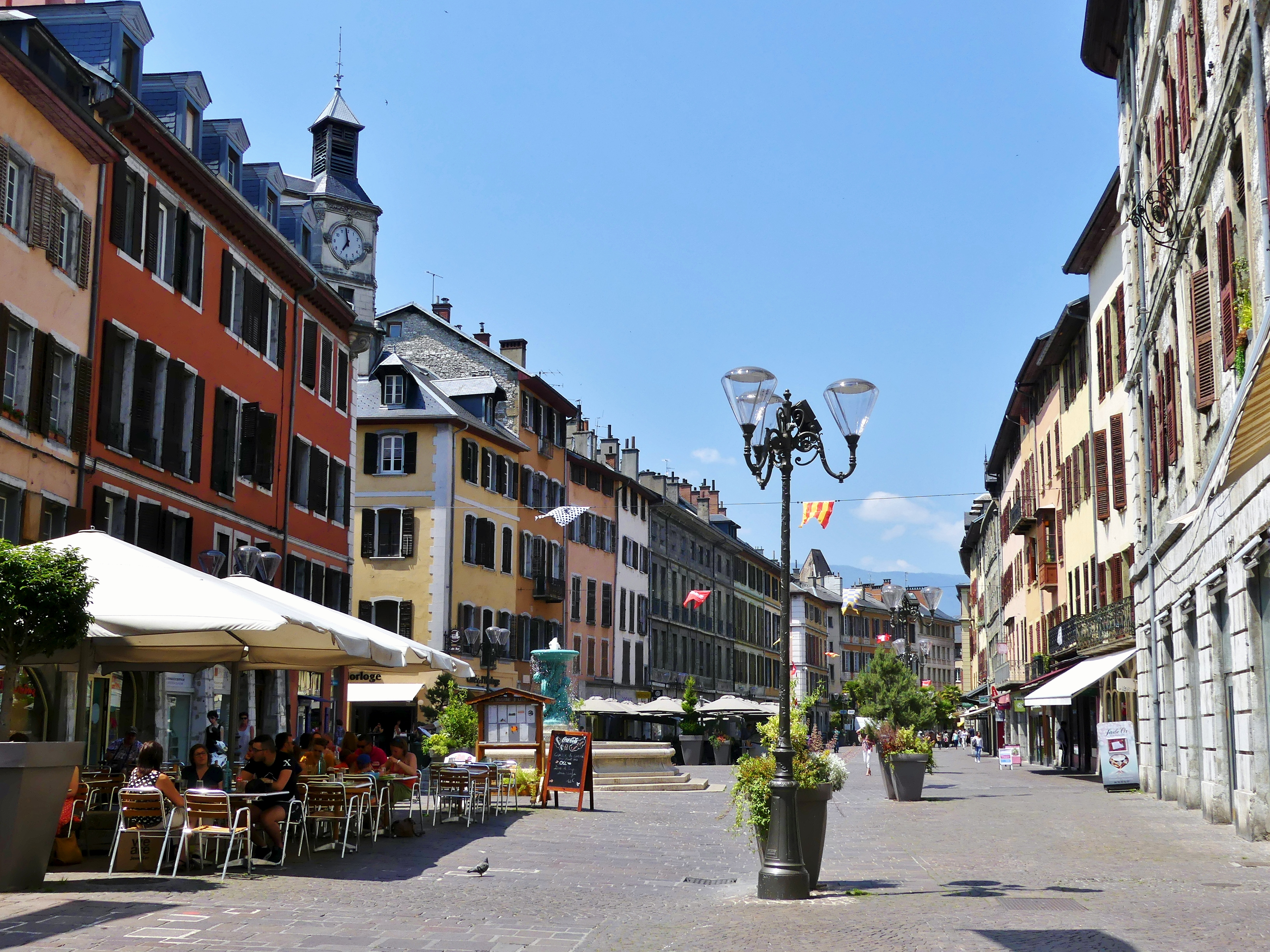
Der Platz in seiner ganzen Länge mit Uhrenturm (links).

Der Place Saint-Léger ist der zentrale öffentliche Platz in der Mitte der Altstadt von Chambéry in Ostfrankreich. Er verläuft über zirka 300 Meter leicht gekrümmt in nordwest-südöstlicher Richtung als Fußgängerzone und wird von zwei Häuserzeilen begrenzt, die überwiegend aus dem 18. Jahrhundert stammen. Unter dem Patronat Saint-Légers ist die Chapelle Saint-Léger, die bis dahin dort gestanden hatte, namengebend. Am 8. Juni 1760 fand dort die letzte Messe statt.: Seite 111
Der Platz ist vollständig gepflastert und mit zeitgemäßem, leicht historisierendem Stadtmobiliar ausgestattet. Cafés benutzen Teile der Verkehrsflächen. Der größte Abstand zwischen den beiden Häuserzeilen beträgt 25 Meter.

## Geschichte
Ursprünglich fand die Bebauung entlang zwei Kais statt, die den Fluss Albanne, der in Chambéry in die Leysse mündet, begrenzten. Sie hießen Grande rue im Norden und Rue Graterie im Süden. Mehrere Brücken verbanden beide Ufer. In der Mitte auf einer Insel befand sich die Kirche Saint-Léger, die 1240 erbaut worden sein soll. Das einschiffige Bauwerk maß vier mal dreizehn Toise.: Seite 198 Um die Kirche herum befanden sich kleinere Holzhütten, sogenannte Cabornes, die zu Marktzwecken gebraucht wurden. Von ihnen leitet sich der Stadtname Chambéry ab.
Wegen wachsenden Hygienebedürfnisses wurde der Fluss aus der Stadt entfernt und trockengelegt sowie das Gotteshaus aufgrund von Baufälligkeit abgerissen, nachdem man bereits seit dem Mittelalter begonnen hatte, die vielen Arme und das Sumpfgebiet des Flusses aufzufüllen und die Ebene rund um die Stadt und die Burg der Herren von Chambéry zu arrondieren.
Bis 1765 waren die Kirche abgetragen und der Platz nivelliert. Der Verkauf des Mauerwerks erbrachte 11 000 Livres.: Seite 113 Die freie Fläche wurde zum Place Saint-Léger und entwickelte sich rasch zum urbanen Zentrum.
Seit 1969 ist der Platz zur Fußgängerzone umfunktioniert worden, eine Entscheidung des Stadtrates, die heftig umstritten war, sich aber schnell bewährte und der ab 1975 weitere Zonen folgten. In dieser Zeit wurden zahlreiche Gebäude außensaniert. Seit 2014 findet hier auch der alljährliche Weihnachtsmarkt statt, der zuvor auf dem Boulevard du Théâtre positioniert war.
1864 wurde im südlichen Teil des Platzes am Ausgang der Rue de la Métropole der achteckige Brunnen La Fontaine des Marmoussets aufgestellt. Es ist eine Replik des Brunnens von 1670, der dem Bau des Rathauses weichen musste. Die Brunnenfiguren bilden zwei bronzene Cherubspieler, die Blumen- und Früchtegirlanden halten. Sie wurde von Antoine Coysevox gestaltet, der auch für viele Arbeiten im Schloss Versailles verantwortlich ist.

## Umgebene Bauwerke

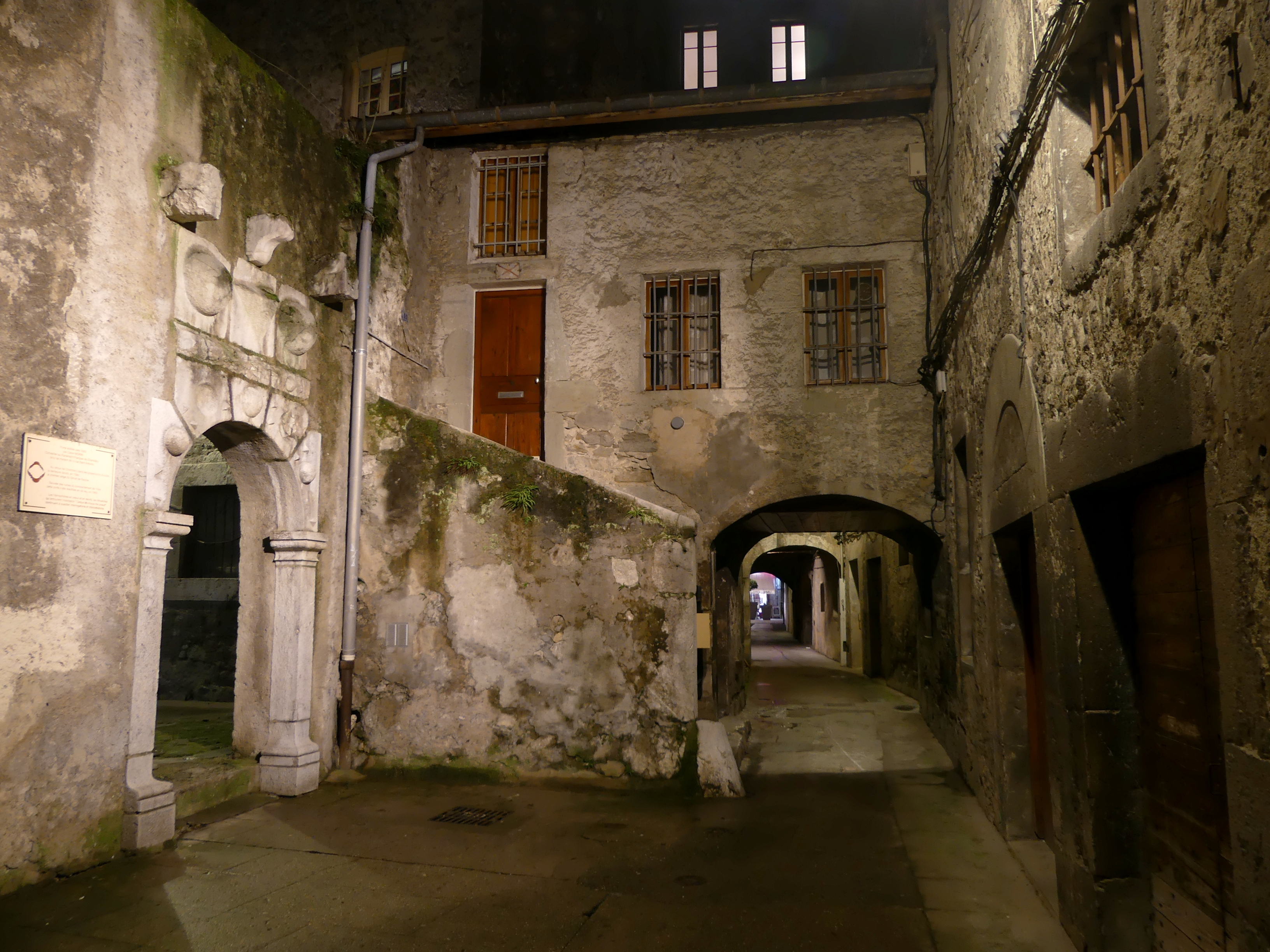
Innenhof mit Porte de Celse Morin (li.) und Allée Henry Planche bei Nacht, März 2018

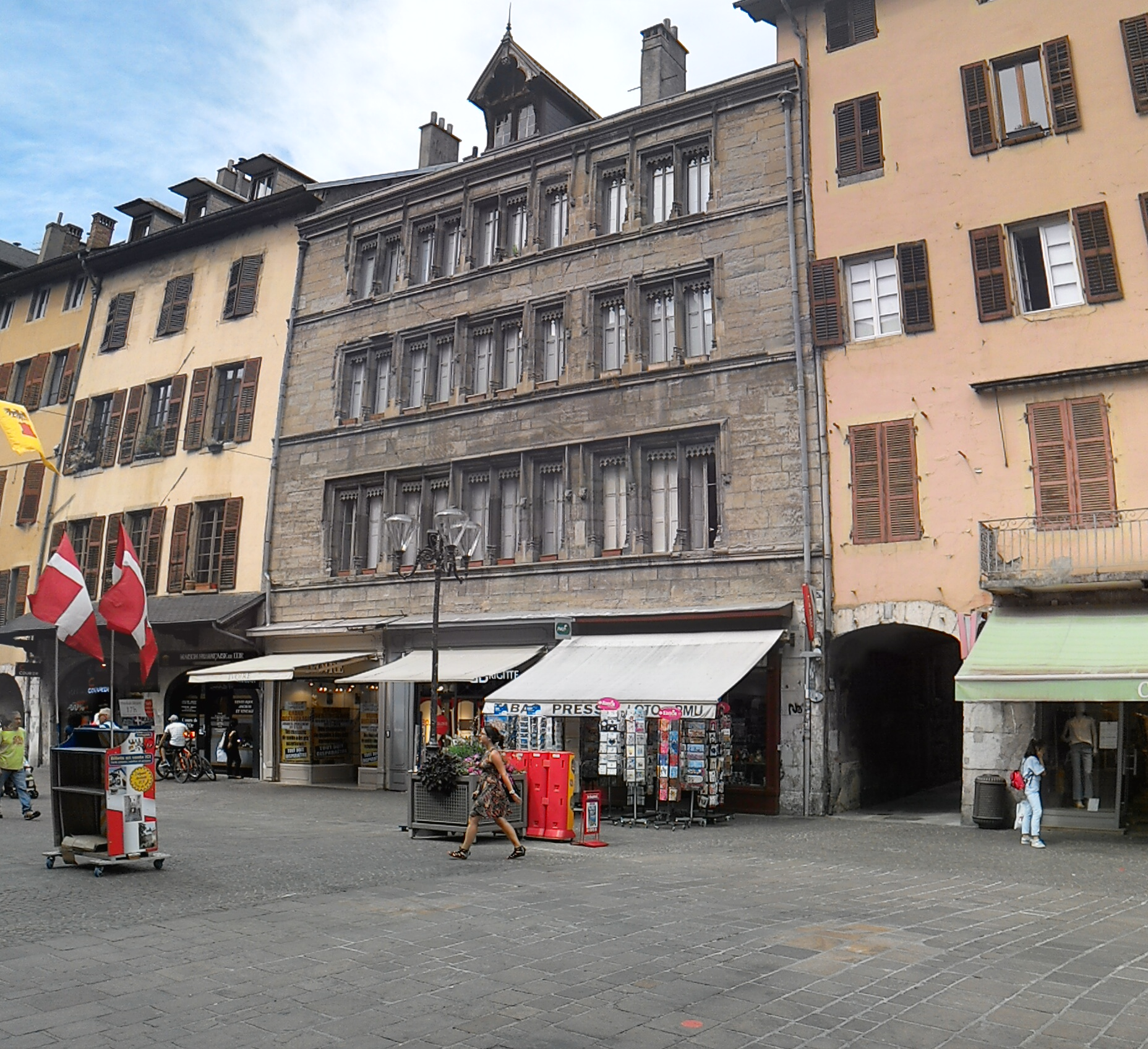
Hôtel particulier Hotel Dieulefis, Juli 2018

Die vollständige Liste der Monuments historiques in Chambéry enthält alle zu den Monument historique zählenden Bauwerken der Stadt.
Als eine Besonderheit gelten die im Rechten Winkel angeordneten Gassen, die auf den Platz münden. Insgesamt gibt es 15 von ihnen. Sie verbinden – zum Teil weit entfernt – andere Straßen, die entweder parallel oder ebenfalls im rechten Winkel zum Place Saint-Léger liegen. Diese Gassen ermöglichen weitere Eingänge zu den teils sehr raumgreifende Gebäuden. Der Grund für diese tief ins Grundstück führenden Gebäude ist das Steuersystem des 14. Jahrhunderts, das die Gebäudebreite zum Platz hin als Berechnungsgrundlage nahm. Bemerkenswert ist darüber hinaus noch das Tor Celse Morin aus dem 16. Jahrhundert, das nur über zwei Gassen erreichbar ist, sowie der Uhrenturm, der über zwei parallele Gassen erreichbar ist und der mit einem besonderen Trompe-l’œil-Gemälde versehen wurde. Alle Gassen sind mehrfach mit Strebebögen der angrenzenden Gebäude überbaut, teils auch mit Brücken und Erkern.
Die Gassen sind im Uhrzeigersinn von Norden beginnend:
- Allée no. 232, beginnend durch das Haus Nr. 232
- Allée Deyres
- Allée Burdin
- Allée Jean-Jacques Rousseau
- Allée de la Cure
- Allée Gotteland
- Allée des Frères Mineurs
- Allée de la Banque
- Allée Hôtel Favier du Noyer
- Allée de l’imprimerie
- Allée le Porte Reine
- Allée Roger Dumaz
- Allée Bollon
- Allée Henry Planche
- Allée de Boigne

In den Jahren 1824 bis 1830 wurde der Platz an einer Stelle durch eine Querachse durchbrochen, der Rue de Boigne, an der hochwertige Wohn- und Geschäftshäuser von begüterten Familien entstanden. Im Erdgeschoss wurden Luxusgeschäfte und Teehäuser eingerichtet. Finanziert wurde das Projekt durch den namensgebenden Benoît de Boigne (1751–1830), der in Indien als Abenteurer und Söldner sein Glück und ein Vermögen gemacht hatte und dieses nach der Rückkunft in seine Heimatstadt ihr vermacht hat.
Als baulich besonders erwähnenswert gelten die drei Hôtels particuliers Hôtel Dieulefis aus dem 15. Jahrhundert, Hôtel de Montjoie von 1670 und Hôtel du Bourget von 1773.